# Citizen Lab
Citizen Lab – interdyscyplinarne laboratorium z siedzibą w Munk School of Global Affairs & Public Policy znajdującej się w strukturach Uniwersytetu Toronto. Specjalizuje się w badaniach, rozwoju i polityce strategicznej wysokiego szczebla oraz zaangażowaniu prawnym na skrzyżowaniu technologii informacyjnych i komunikacyjnych, praw człowieka oraz globalnego bezpieczeństwa. Laboratorium zostało założone 2001 roku przez profesora Ronalda Deiberta i jest nadal przez niego prowadzone.
Prace laboratorium cechuje interdyscyplinarne podejście do badań, łączące praktyki z zakresu politologii, prawa, informatyki i badań terenowych. Działalność badawcza obejmuje: badanie szpiegostwa cyfrowego wymierzonego w społeczeństwo obywatelskie, dokumentowanie filtrowania Internetu oraz innych technologii cyfrowych i działań wpływających na wolność wypowiedzi w Internecie, analizę prywatności, bezpieczeństwa i kontroli informacji w popularnych aplikacjach oraz badanie mechanizmów przejrzystości i odpowiedzialności istotnych dla relacji między korporacjami oraz agencjami państwowymi w zakresie danych osobowych i innych działań inwigilacyjnych.